# Ideal (matemàtiques)
Un ideal d'un anell A és un subconjunt I d'elements de A que és tancat respecte a operacions lineals i que compleix una sèrie de condicions que es detallaran a continuació. Per permetre l'aplicació a anells no commutatius, es defineixen ideals per l'esquerra i ideals per la dreta. Els ideals per les dues bandes (per exemple els d'anells commutatius) s'anomenen ideals bilàters o senzillament ideals.
El concepte d'ideal fou proposat per primera vegada per Richard Dedekind el 1876 a la tercera edició del seu llibre Vorlesungen über Zahlentheorie ("Lliçons sobre teoria dels nombres"). Era una generalització del concepte de nombre ideal desenvolupat per Ernst Kummer. Més endavant la idea fou ampliada per David Hilbert i especialment Emmy Noether. La principal utilitat dels ideals que en motiva el seu ús és que permeten definir una relació d'equivalència que dona lloc al concepte d'anell quocient.

## Definició
Sia {\displaystyle \,I} un subconjunt d'un anell {\displaystyle \,A}, es diu que és un ideal per l'esquerra quan:
- Sigui {\displaystyle \,e\in A} l'element neutre de la suma, llavors {\displaystyle e\in I},
- {\displaystyle \forall x,y\in I,\;x+y\in I},
- {\displaystyle \forall x\in I,\,\forall a\in A,\;a\cdot x\in I}.

Es diu que és un ideal per la dreta quan:
- Sigui {\displaystyle \,e\in A} l'element neutre de la suma, llavors {\displaystyle e\in I},
- {\displaystyle \forall x,y\in I,\;x+y\in I},
- {\displaystyle \forall x\in I,\,\forall a\in A,\;x\cdot a\in I}.

Fixem-nos que l'única diferència està en la darrera condició, on intervé l'operació producte (·) i que en ambdós casos les dues primeres condicions imposen la condició que {\displaystyle \,I} sigui un subgrup d'{\displaystyle \,A} amb l'operació suma (+).

## Exemples
- Els nombres enters parells formen un ideal de l'anell dels enters ℤ; normalment es representa com 2ℤ o com (2) en ser l'ideal principal generat pel nombre dos.
- El conjunt de tots els polinomis de coeficients reals divisibles pel polinomi x² + 1 és un ideal de l'anell dels polinomis.
- El conjunt de les matrius n×n en les quals l'última columna és zero, forma un ideal per l'esquerra de l'anell de les matrius n×n, mentre que si l'última fila és zero, tenim un ideal per la dreta.